# La Madella
La Madella és una antiga masia inventariada del poble de Riells del Fai, en el terme municipal de Bigues i Riells, al Vallès Oriental. A prop hi ha un molí.

## Masia

### Situació
És al nord-oest del terme i del poble al qual pertany. És la masia més septentrional de la Vall de Sant Miquel, i queda a sota i molt a prop de l'antic monestir de Sant Miquel del Fai. Són veïnes seves al sud les masies de la Font de la Pineda i la Pineda. És a l'esquerra del Tenes, al sud-est del lloc on s'aboca el torrent del Gat. Al nord de la Madella hi ha unes cases modernes denominades Torres de la Madella.
Al nord-est de la Madella hi ha l'extrem occidental dels Cingles de Bertí, al lloc on hi ha les Costes de Sant Miquel i les surgències d'aigua conegudes com les Fontetes. Pel costat nord-est de la Madella passa el Camí de Sant Miquel del Fai. Seguint pel fons de la vall, una mica més al nord de la Madella hi ha l'antiga, i abandonada, Central del Fai, on actualment s'està habilitant un espai natural.

### Descripció
Masia de planta rectangular amb edificis adossats al cos principal, cobert a doble vessant. El carener és perpendicular a la façana. Presenta una façana simètrica, amb un gran portal de dovelles i un balcó que dona a la sala i marquen l'eix de simetria de la casa. Aquest balcó es troba flanquejat per balcons a banda i banda, i el seu damunt petites finestres emmarcades amb carreus, la resta de la casa està arrebossada. El balcó central porta la data 1800 i la llinda d'una finestra de la planta baixa porta la data del 1798. La casa és de tres crugies i de tres pisos d'alçada.

### Història
Possiblement l'antiga casa dels Madella siguin unes ruïnes que s'anomena, i que estan situades a la mateixa zona. La casa actual podria ser del s. XVIII com ens ho indica les llindes. En el fogatge de 1553 se cita a Gabriel Madella, el que ens indica la presència anterior dels Madella. En el segle xv apareixen datats com a remences. L'any 1580 consta la paga de rendes al monestir de Sant Miquel del Fai. La casa té diferent documentació a partir del s. XVI. Continua la mateixa família Madella, que ha anat conservant el nom fins als nostres dies. Així l'amo actual es diu Pujol Puigdomenech i és descendent directe.

## Molí

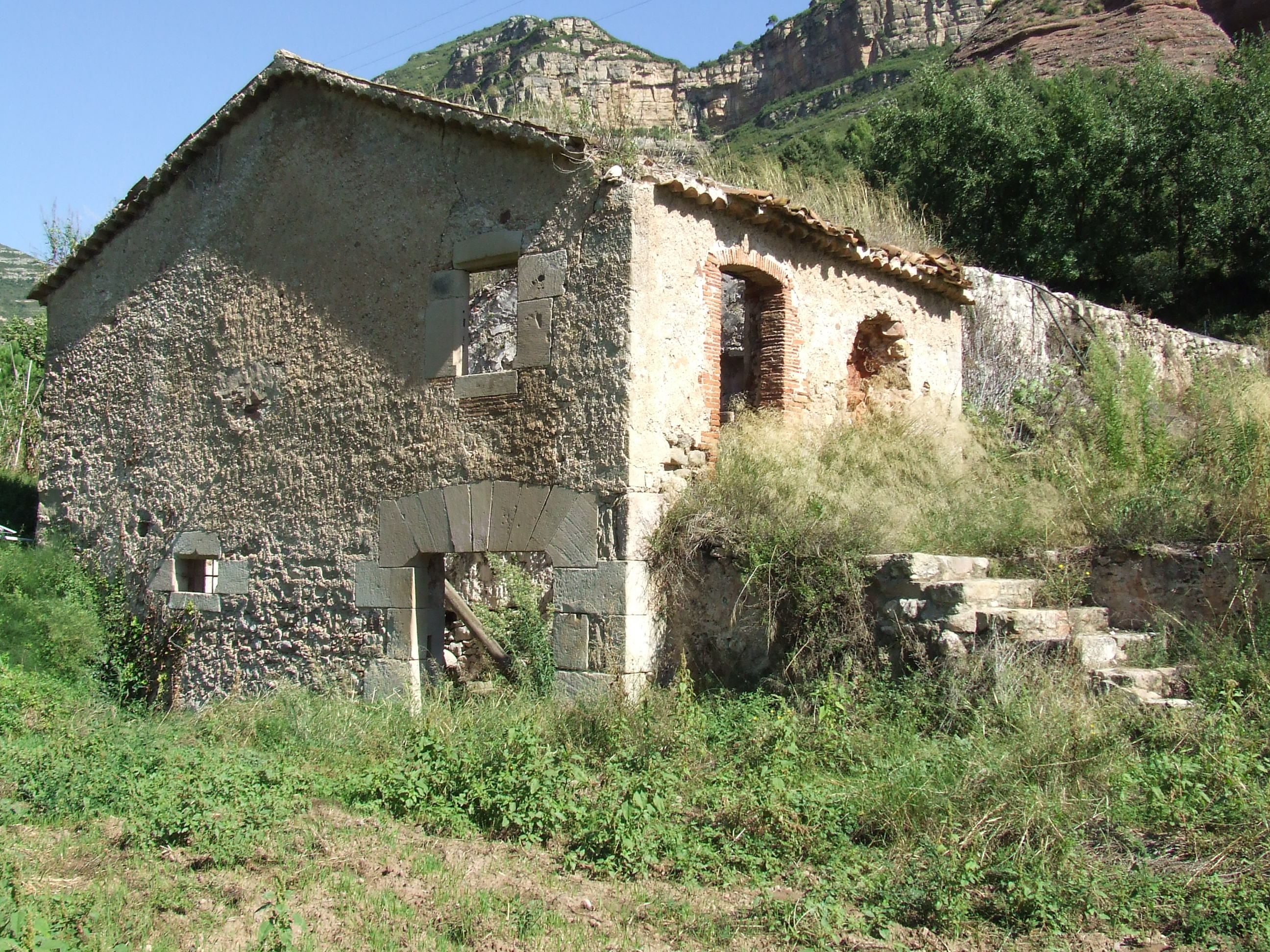
Façanes meridional i de ponent del Molí

La masia té un molí al costat de migdia. És a l'esquerra del Tenes, i també a l'esquerra del torrent del Gat. Les seves aigües procedien del Tenes. Eren captades al lloc on ara hi ha les restes de la Central del Fai, i amb elles s'omplia la bassa del molí, encara existent, des d'on passava al carcabà, on feia girar la mola. En l'actualitat el canal d'alimentació del molí encara existeix, i serveix per a la masia de la Madella i els horts d'aquest sector, inclosos els de la Font de la Pineda. L'origen d'aquest molí es remunta al segle xv.